# Love Family Park
Love Family Park (ursprünglich Love Park) bezeichnet eine Großveranstaltung in der elektronischen Musikszene, welche erstmals 1996 in Hanau stattfand.

## Geschichte
Anfangs wählte man den Namen Love Park, musste das Event aber 1997 aus rechtlichen Gründen (der Veranstalter des „Unity Bath“ in Berlin hatte sich auch den Namen Love Park gesichert) in Love Family Park umbenennen. Von 1998 bis 2013 wurde der Love Family Park am ersten Sonntag im Juli auf den Mainwiesen (bis einschließlich 2001 im Dunlop Park) in Hanau veranstaltet. Aus Naturschutzgründen fand von 2014 bis 2016 die Großveranstaltung Love Family Park auf dem Mainzer Messegelände in Mainz-Hechtsheim statt. Seit 2018 findet die Veranstaltung auf dem Mainvorland in Rüsselsheim am Main statt.
Der Love Family Park bietet seinen mehr als 20.000 Besuchern seit 2013 vier große Bühnen (anfangs nur eine, ab 2001 zwei, ab 2005 drei), eine mehr oder weniger aufwändige Deko sowie ein durchgehendes musikalisches Programm. Bis 2009 wurde die Veranstaltung mit einem großen Feuerwerk beendet.
Nachdem der Gründer Fedi Choukair die Organisation im Jahre 2007 an die Cosmopop verkaufte und die Besucherzahlen gestiegen sind, beklagen Fans seitdem oft das Sterben einer Kultveranstaltung. Das Gästebuch der offiziellen Seite wurde am Tag nach der Veranstaltung im Jahre 2009 geschlossen und entfernt, nachdem in vielen Einträgen die Organisation kritisiert wurde.
Im Jahr 2017 fiel der Love Family Park erstmals seit seiner Gründung 1996 aus. Grund dafür waren Unstimmigkeiten mit dem Vermieter des Festivalgeländes.
Im Dezember 2017 wurde das nächste Festival für den 28. Juli 2018 sowie die Verlegung des Veranstaltungsortes nach Rüsselsheim am Main angekündigt. Im Februar 2018 wurde das Line-Up mit u. a. Andhim, Chris Liebing, Dominik Eulberg, Karotte, Lexy & K-Paul,  Ricardo Villalobos, Maceo Plex, Seth Troxler, Solomun und Sven Väth veröffentlicht.
Aufgrund der COVID-19-Pandemie fanden 2020, 2021 und 2022 kein Love Family Park statt.
Am 2. Mai 2023 wurde bekanntgegeben, dass das Festival nach dreijähriger Pause in Frankfurt am Main stattfinden wird. Der durch die Stadt Frankfurt am Main und dem Veranstalter Cosmopop erzielte Einigung gingen intensive Verhandlungen hinsichtlich der Lärmbelastung voraus – unter anderem wurde eine maximale Lautstärke von 65 Dezibel sowie eine maximale Besucherzahl von 10.000 vereinbart. Das Festival fand am 22. Juli 2023 statt.
Zum 25. Jubiläum 2024 wurden erstmals zwei Festivaltage angekündigt, dem 3. und 4. August 2024.